# 阿維拉山脈
40°39′25″N 4°59′3″W / 40.65694°N 4.98417°W
阿維拉山脈（西班牙語：Sierra de Ávila），是西班牙的山脈，位於伊比利亞半島中部，屬於中央山脈的一部分，最高點是海拔高度1,727米的戈里亞峰，山體由花崗岩組成。